# シルビア・ブラント
シルビア・ブラント（Sylvia Brunt、2004年1月1日 - ）は、ニュージーランドの女子ラグビー選手。

## プロフィール
- ニュージーランド出身[1]。
- ポジションはセンター(CTB)。
- 身長 168cm、体重 84kg
- 女子ニュージーランド代表キャップは4（2022年11月現在）。

## 略歴
2022年、ラグビーワールドカップ2021の女子ニュージーランド代表に選ばれて、ブラックファーンズ2大会連続優勝に貢献。